# Ignaz Windisch

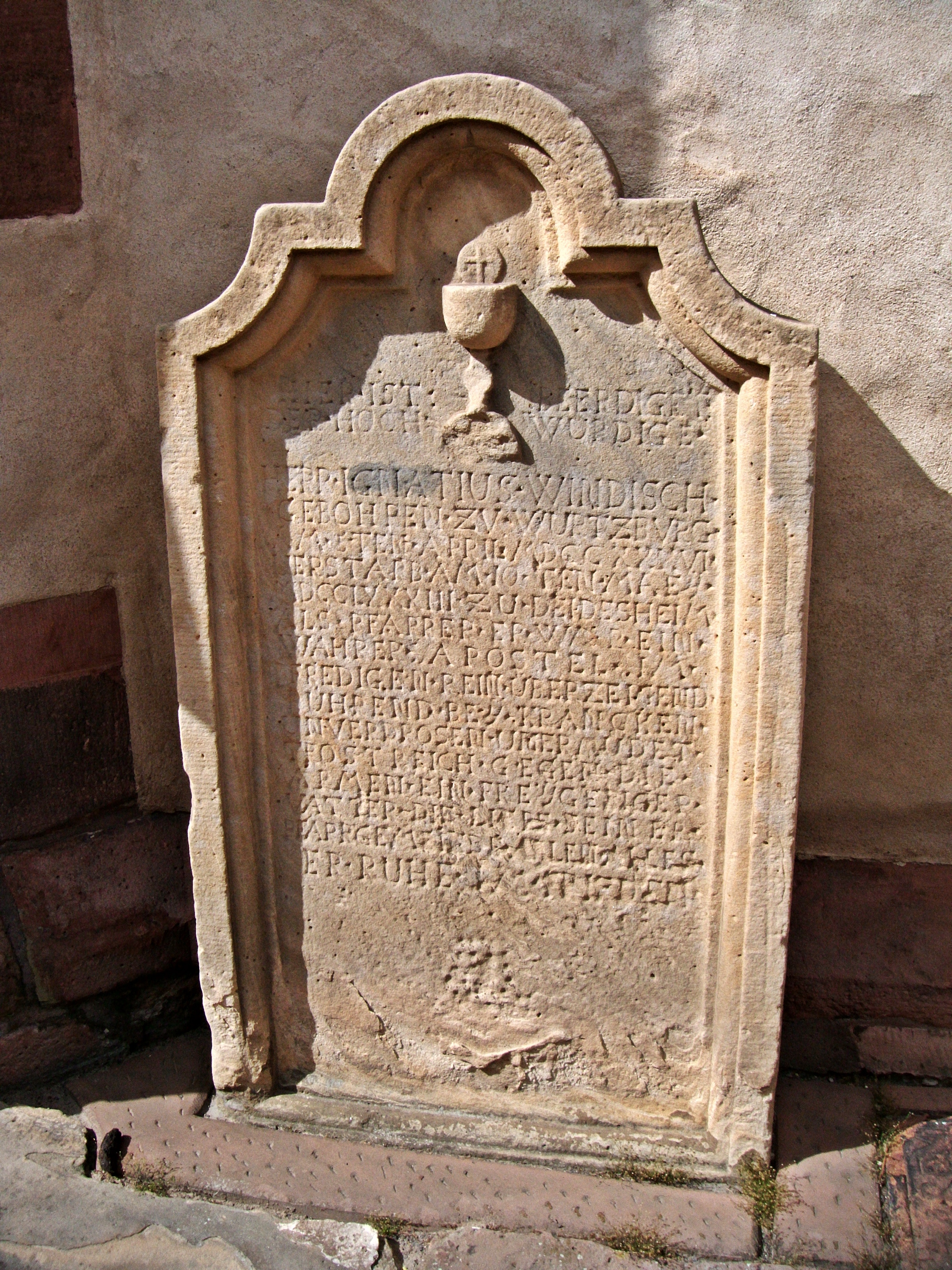
Grabstein des Jesuitenpaters und Pfarrers Ignaz Windisch in Deidesheim

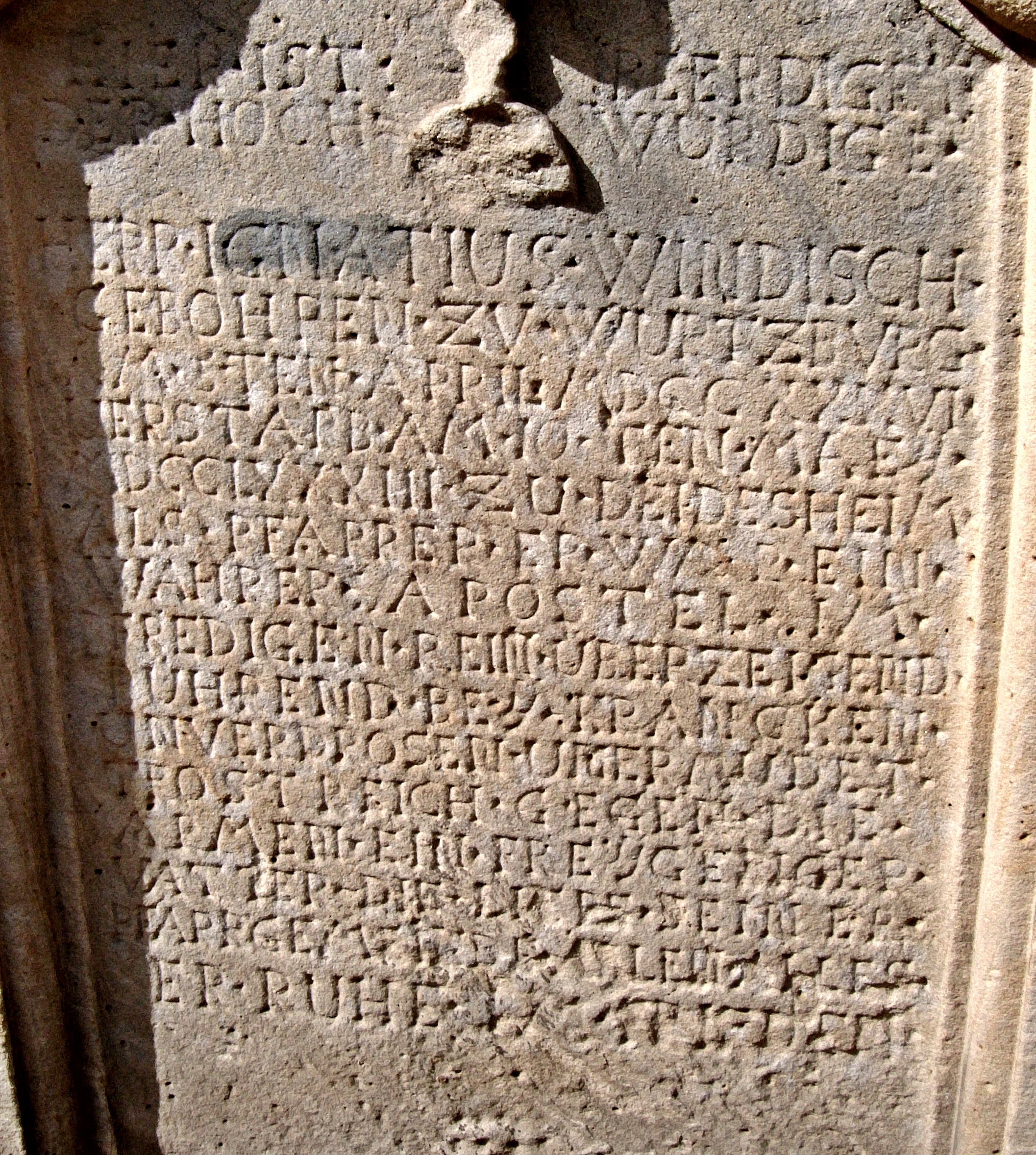
Grabinschrift

Ignaz Windisch, auch Ignatius Windisch (* 5. April 1736 in Würzburg; † 10. Mai 1783 in Deidesheim) war ein Jesuit und ordentlicher Professor für Philosophie an der Universität Bamberg.

## Leben und Wirken
Ignaz Windisch stammte aus Würzburg und besuchte die dortige Universität. Bereits 1752 verteidigte er hier anlässlich einer vorgelegten Dissertation Thesen in Logik und Metaphysik. Es ist daher fraglich, ob das auf seinem Grabstein angegebene Geburtsjahr zutrifft.
Er trat in den Jesuitenorden ein, wurde Priester und promovierte am 30. August 1765, bei Professor Peter Gallade, an der Universität Heidelberg, im Fach Kirchenrecht. Man entsandte ihn als Missionar nach Mexiko, wo aber schon nach dem sogenannten Madrider Hutaufstand von 1766, mit Dekret vom Juni 1767, die Ausweisung aller Jesuiten erfolgte.
Zurückgekehrt amtierte er 1769–1771 als Professor für Philosophie an der Universität Bamberg. Hier lehrte er als Magister die Fächer Logik, Metaphysik, Physik und Ethik.
Am 21. August 1773 hob Papst Clemens XIV. mit der Bulle Dominus ac redemptor noster den Jesuitenorden auf. Danach wirkte der nunmehrige Ex-Jesuit Ignaz Windisch als Domprediger in Mainz. In gleicher Eigenschaft war er später auch am Speyerer Dom tätig. Hier in der Diözese Speyer übernahm er schließlich das Amt eines Pfarrers von Deidesheim, das er bis zu seinem Tod im Jahre 1783 innehatte. In seinem Sterbejahr stellte er noch beim Ordinariat den Antrag, das dortige Beinhaus neben der Kirche aus Gesundheitsgründen von den Jahrhunderte alten Knochen zu befreien und das Gebäude kirchlichen Zwecken zuzuführen. Nur deshalb hat es sich vermutlich bis heute erhalten und dient nun als Andachtsraum.

Die Pfarrgemeinde Deidesheim ließ dem Priester einen qualitätvollen Grabstein fertigen, der heute auf der Südseite der St.-Ulrichs-Kirche gegenüber dem Beinhaus platziert ist. Darauf wird er folgendermaßen charakterisiert: 

„Er war ein wahrer Apostel; im Predigen rein, überzeugend, rührend; bey den Kranken unverdrosen, unermüdet, trostreich; gegen die Armen ein freygebiger Vatter; die Liebe seiner Pfarrgemeinde allein alles“